# Els Planells (Lladurs)
Els Planells és una masia situada al poble de Lladurs, al municipi del mateix nom, al Solsonès.